# 迷失之风
《迷失之风》是Frontier Developments为WiiWare开发的动作解谜游戏，它作为WiiWare的首发游戏在2008年5月12日发行于北美，在5月20日发行于欧洲。史克威尔艾尼克斯于2008年12月24日在日本发行，售价1000点。2011年12月21日，Frontier Developments将该游戏移植到iOS平台，App Store美国区售价为$3.99，为同时支持iPhone、iPod touch、iPad的通用程序（Universal app）。

## 游戏系统
玩家需要使用Wii遙控器和雙節棍进行游戏。雙節棍用于控制游戏主角Toku，Wii遙控器用于控制附于Toku体内的风元素精灵Enril，风元素精灵可以被用作增强Toku的跳跃，打击敌人，控制火焰、水流、石块等解谜动作。
在iOS最初发布的版本中，操作全部通过触摸进行，通过点击或长按来移动Toku，手指滑动来控制Enril。而在后来的更新版本中，加入了虚拟摇杆控制供玩家选择，虚拟摇杆用来控制Toku的移动。

## 剧情
游戏以小男孩Toku为中心，他被派与风元素精灵Enril一起，从想复仇的元素精灵Balasar中拯救家园。
游戏以一个叫Toku的男孩被风吹醒为开始. 他回家时, 桥发生崩塌, 他落入山洞然后发现了一块水晶. 水晶谈到它是风元素精灵---Enril. 在Balasar, 一个被任命看守世界的精灵, 决定统治世界时, Enril被困入此形态. Enril尽全力把Balasar困入了一个水晶, 但在此过程中她自己也被困住了. 最终Balasar强大到脱出陷阱, 但Enril继续被困。Toku便需要帮助Enril拯救家园。
Toku和Enril需要在游戏中找到遍布各处的封印碎片和宝物（一共24个），并获得诸如三段跳、斗篷飞翔、SideStream等能力。

## 评价
迷失之风的游戏画面制作精良，配色清新，音乐悠扬。游戏背景具有非常强的纵深感，似乎让玩家置身于真实的世界。作为Wiiware发行的迷失之风虽然游戏容量不大，过程也不像普通的平台动作解密类游戏那么长，甚至22分钟就能通关。但其适中的游戏长度、解密难度以及高品质的制作水平获得了众多玩家的好评，也被认为是Wiiware中难得一见的上乘之作。

## 续作
Frontier Developments于2009年10月发行了《迷失之风》的续作《迷失之風2：冬天的莊園》，Wiiware售价仍为1000点。游戏在保留了之前大部分操作与Enril技能，又另外新增了一些新的技能，例如龙卷风等。而游戏进程中最重要的一个特点是可以切换季节，使场景在春季和冬季之间变换，通过季节不同带来的环境效应（例如冬季会有雪花飘落，冬季的河流会被冻住成冰块等）来进行通关。该作的iOS版本于2012年5月10日在App Store发售，售价$3.99。